# Phyllodactylus andysabini
Phyllodactylus andysabini — вид геконоподібних ящірок родини Phyllodactylidae. Ендемік Галапагоських островів. Описаний у 2019 році.

## Опис
Довжина самців гекона становить 7,8 см, самиць 8 см.

## Поширення і екологія
Вид є ендеміком острова Ісабела в архіпелазі Галапагоських островів. Він був знайдений на західних схилах вулкана Вулф, розташованого на півночі острова. Це гекон живе в широколистяних тропічних лісах і у вічнозелених тропічних лісах в передгір'ях. Веде нічний спосіб життя.